# Likvida medel
Likvida medel, likvida tillgångar, direkt tillgängliga pengar som kontanter och kontotillgångar. Obligationer och aktier räknas inte som likvida medel.
Andelen likvida medel bland tillgångarna är ett viktigt mått på hur ett företag kan antas klara plötsligt uppkomna situationer som innebär kostnader. Jämför uttrycket cash is king.
När företag är nya eller befinner sig i en expansiv fas krävs i regel omfattande investeringar vilka inte sällan leder till brist på likvida medel. Likviditetsbrist kan också orsakas av sena eller uteblivna betalningar från kunder. Finansiella lösningar som under en begränsad tid kan förbättra tillgången till livkida medel är lån, checkkrediter samt factoring. Den bästa långsiktiga lösningen på illikviditet är att bygga upp en buffert i företaget. Ett företags förvaltning av likvida medel kallas cash management.